# Linda Miller (remera)
Linda Miller (Washington D. C., 16 de octubre de 1972) es una deportista estadounidense que compitió en remo.
Ganó dos medallas en el Campeonato Mundial de Remo, en los años 1998 y 1999. Participó en los Juegos Olímpicos de Sídney 2000, ocupando el sexto lugar en la prueba de ocho con timonel.

## Palmarés internacional
| Campeonato Mundial | Campeonato Mundial      | Campeonato Mundial | Campeonato Mundial |
| Año                | Lugar                   | Medalla            | Prueba             |
| ------------------ | ----------------------- | ------------------ | ------------------ |
| 1998               | Colonia (Alemania)      | Medalla de bronce  | Dos sin timonel    |
| 1999               | St. Catharines (Canadá) | Medalla de plata   | Ocho con timonel   |